# Bình Sa
Bình Sa is een xã in het district Thăng Bình, een van de districten in de Vietnamese provincie Quảng Nam. Bình Sa heeft ruim 6900 inwoners op een oppervlakte van 20,34 km².

## Geografie en topografie
Bình Sa ligt in het oosten van Thăng Bình op de westelijke oever van de Trường Giang. Aangrenzende xã's zijn Bình Triều, Bình Đào, Bình Hải, Bình Nam, Bình Trung en Bình Tú.